# San Mauro Torinese
San Mauro Torinese é uma comuna italiana da região do Piemonte, província de Turim, com cerca de 17.672 habitantes. Estende-se por uma área de 12 km², tendo uma densidade populacional de 1473 hab/km². Faz fronteira com Settimo Torinese, Castiglione Torinese, Torino, Baldissero Torinese.

## Demografia
| Variação demográfica do município entre 1861 e 2011                               |
|                                                                                   |
| Fonte: Istituto Nazionale di Statistica (ISTAT) - Elaboração gráfica da Wikipedia |